# Обсерваторія Уранія

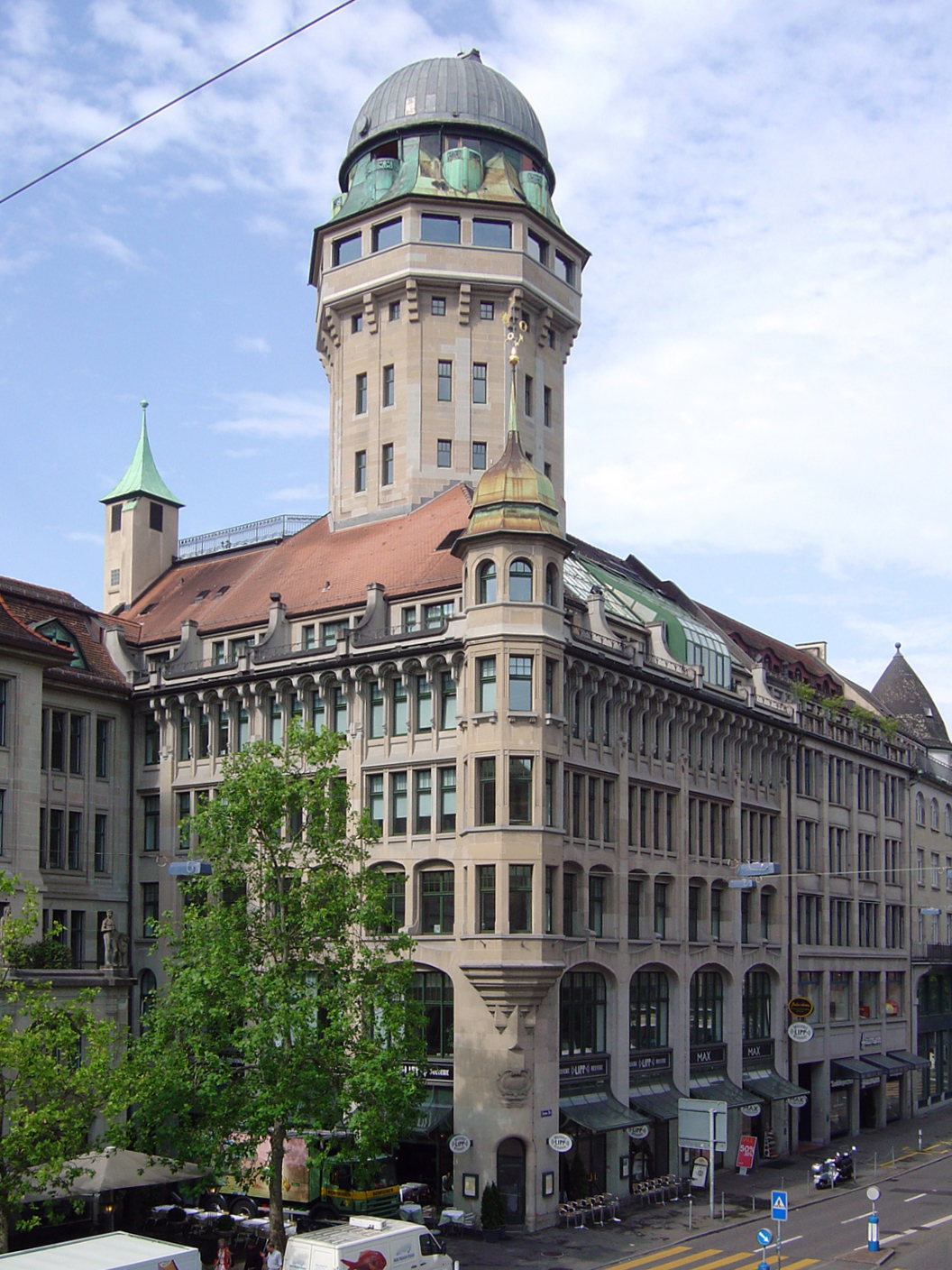
Обсерваторія Уранія (2006)

Обсерваторія Уранія (нім. Urania-Sternwarte Zürich) — громадська обсерваторія в районі Лінденгоф швейцарського міста Цюрих. Своєю назвою обсерваторія зобов'язана музі астрономії Уранії з давньогрецької міфології.

## Будівля
Витоки громадської обсерваторії сягають першої обсерваторії на даху Будинку гільдії Мейзен. За допомогою спостережень з цього місця в 1759 році Астрономічній комісії вперше вдалося обчислити точне розташування Цюриха на земній кулі. Пізніше астрономічні спостереження проводилися з південної Карлової вежі Гроссмюнстера. Федеральна обсерваторія була побудована між 1861 і 1864 роками у зв'язку з будівництвом Федеральної вищої технічної школи архітектором Готфрідом Земпером для дослідницьких цілей і здебільшого не була відкритою для публіки.

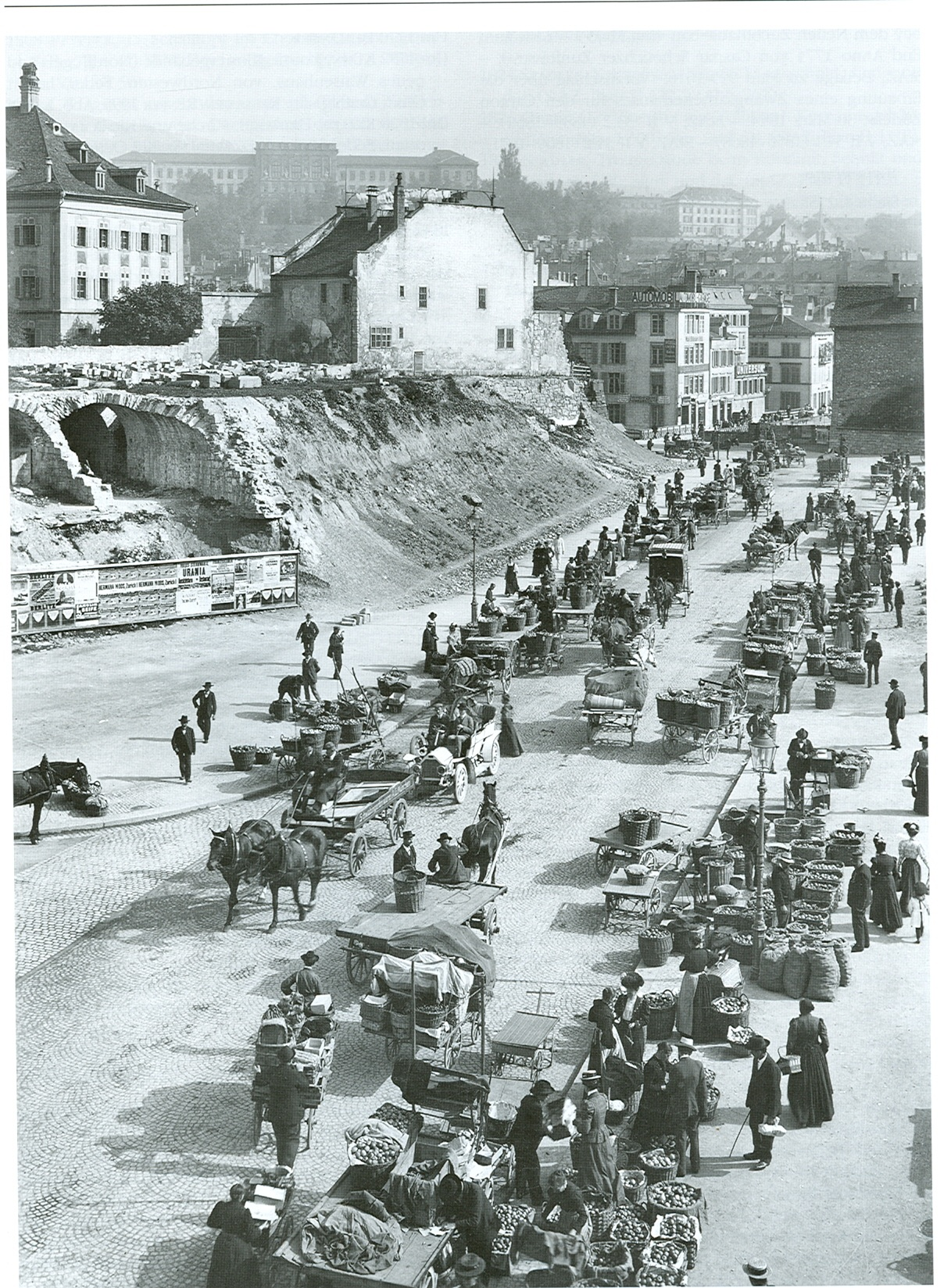
Новозбудована вулиця Ураніаштрассе в напрямку Ліммата, вигляд приблизно з місця розташування обсерваторії (1908)

Плануванню на місці будівництва обсерваторії поклав в 1899 році продаж земельної ділянки поблизу Вердмюлеплац купцю Аврааму Вайль-Ейнштейну з умовою, що «гарна будівля, яка відповідає розташуванню будівельного майданчика, буде побудована на цьому місці протягом п'яти років після переходу власності». У квітні 1905 року відділ будівництва представив проєкт міській раді, і будівництво розпочалося в середині червня 1905 року. Цей проєкт був частиною плану розвитку Цюриха, який мав на меті об'єднати будівлі на лівій стороні Ліммата.
Обсерваторія Уранія стала першою бетонною спорудою в Цюриху. Вежа висотою 51 м була побудована без зв'язку з рештою будинку. Вона стояла на фундаменті з 48 дерев'яних паль, які були забиті в крейдяний ґрунт на глибину 12 м аж до підстилаючої скелі. На вежі знаходилась лита бетонна плита, яка підтримувала основу телескопа. У суботу 15 червня 1907 року відбулося відкриття будівлі громадської обсерваторії. Відтоді вежу є однією з найпомітніших будівель у західній частині історичного Старого міста. З 1989 року вона визнана пам'яткою архітектури.

## Телескоп
Телескоп оснащений дволінзовою ахроматичною системою Фраунгофера з 30-сантиметровим об'єктивом і фокусною відстанню 5,05 м. Вона дозволяє збільшувати спостережувані небесні об'єкти до 600 разів, але зазвичай використовується збільшення від 150 до 205 разів. Для захисту від вібрацій телескоп стоїть на колоні, яка безконтактно простягається через всю будівлю аж до самого фундаменту.
Дванадцятитонний оптичний телескоп був розроблений компанією Carl Zeiss в Єні, провідним виробником оптичних приладів того часу. Телескоп вважався технічним шедевром, як повідомляло тогочасне джерело: «Цей інструмент являє собою найдосконалішу річ, яку можна зробити на основі сучасного стану науки, точної механіки та оптики. Особливо в плані його спеціальної конструкції та в плані популярних цілей, яким він має служити, йому немає рівних». Ця конструкція телескопа увійшла в історію телескопобудування як «тип Уранії».
До 100-річчя планувалося капітально відремонтувати телескоп і купол. Столітній телескоп Цейсса, який все ще давав якісні зображення, був демонтований у березні 2006 року та повністю відновлений у спеціальній майстерні в Єні на початку квітня 2007 року. Водночас повністю оновили купол будівлі та інтер'єр обсерваторії. У ніч проти 25 квітня телескоп був піднятий в обсерваторію за допомогою 200-тонного крана та знову встановлений на своє місце. На 4 травня 2007 року відбулося урочисте відкриття оновленої обсерваторії.

## Підпорядкування
З червня 2008 року обсерваторією Urania керує некомерційна організація Обсерваторія Уранія Цюрих (нім. Urania Observatory Zurich AG) за підтримки Астрономічного товариства Уранія Цюрих (нім. Astronomischen Gesellschaft Urania Zürich), центру освіти для дорослих кантону Цюрих і міста Цюрих. З 1936 по 2008 роки обсерваторією керував Народний центр освіти, опікунська рада якого забезпечила акціонерний капітал для заснування нинішньої некомерційної організації.

## Спостереження

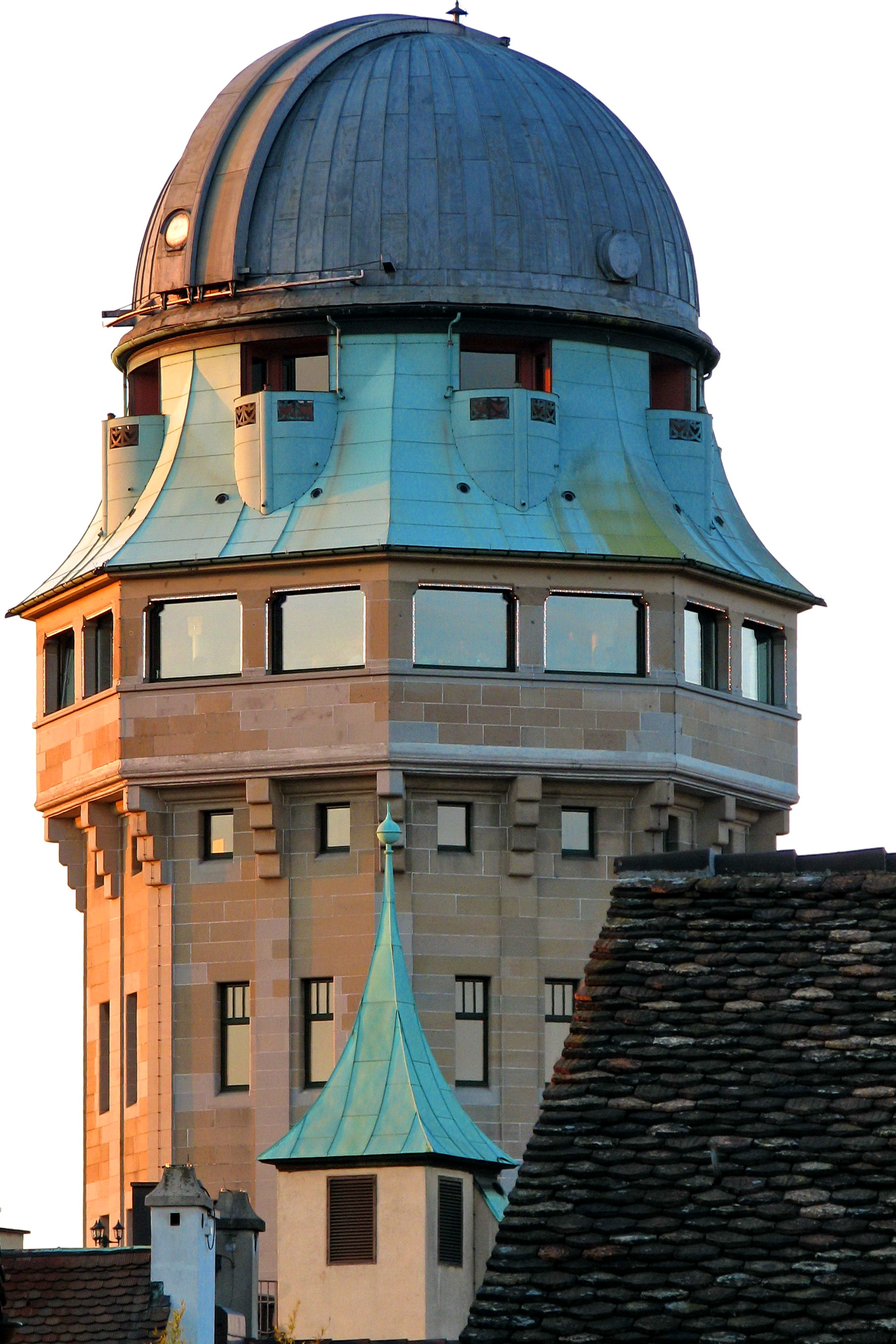
Купольна будівля, вид з Лінденгоф (2009)

Обсерваторія демонструє екскурсантам Місяць, об'єкти Сонячної системи, зоряні скупчення, зорі, туманності, галактики. Вона проводить спеціальні заходи для широкої аудиторії, а також індивідуальні екскурсії для шкіл і груп. З 1 січня 2010 року платні публічні екскурсії проводяться щочетверга, п'ятниці та суботи незалежно від погоди. Розташування в центрі міста та висока оглядова вежа також відкривають гарний вид на місто, Цюрихське озеро та Альпи.
У той же час розташування в центрі Цюриха створює серйозну проблему: світлове забруднення заважає спостереженням, так що в телескоп видно лише кілька галактик і космічних туманностей. Тому спостереження обмежуються найяскравішими небесними об'єктами, в першу чергу — Місяцем і планетами.